# Castilleja aquariensis
Castilleja aquariensis är en snyltrotsväxtart som beskrevs av Noel Herman Holmgren. Castilleja aquariensis ingår i släktet målarborstar, och familjen snyltrotsväxter. Inga underarter finns listade i Catalogue of Life.